# Hanna Malewska

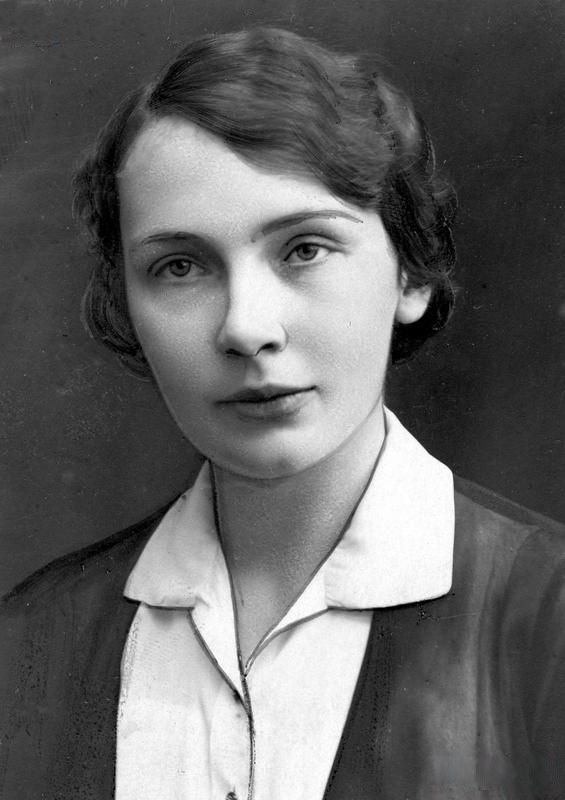
Hanna Malewska

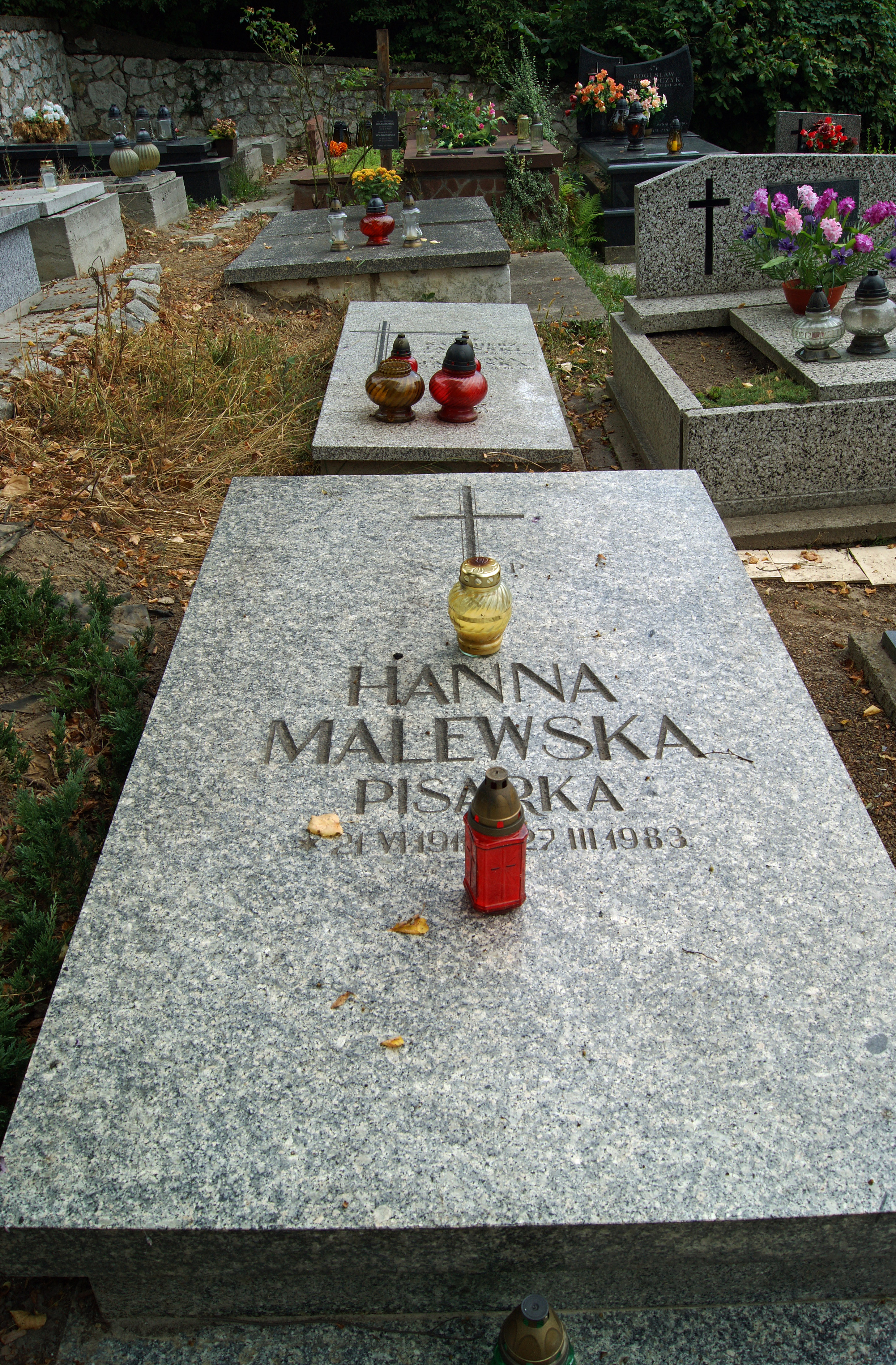
Malewskas Grab in Kraków

Hanna Malewska (* 21. Juni 1911 in Jordanowice bei Grodzisk Mazowiecki; † 27. März 1983 in Kraków, Kleinpolen) war eine polnische Schriftstellerin und Publizistin.

## Leben
Hanna Malewska war Tochter eines Generals. Nach ihrer Schulzeit studierte sie Geschichtswissenschaften in Lublin und arbeitete anschließend als Mittelschullehrerin. Sie nahm 1944 am Warschauer Aufstand teil. Nach dem Zweiten Weltkrieg arbeitete sie vermehrt journalistisch und leitete als Chefredakteurin von 1957 bis 1973 die katholische Zeitschrift Znak. Sie schrieb vorwiegend historische Romane, in denen sie Themen aus der Antike und dem Mittelalter behandelte, wobei in allen ihren Werken eine katholische Grundausrichtung erkennbar ist.

## Werke
- Cabrera, 1931
- Sir Tomasz More odmawia, 1956
- Apokryf rodzinny, 1965